# Matthew Albert Hunter
Matthew Albert Hunter (1878 à Auckland - 24 mars 1961 à New York) est un chimiste qui a purifié à 99.9 % le titane en 1910.

## Années de jeunesse
Hunter a effectué ses études secondaires à Auckland Grammar School. Il a étudié à l'Auckland University College, obtenant sa licence ès sciences en 1900 et sa maîtrise en 1902, avant de préparer sa thèse de doctorat à University College de Londres,. Il y rencontra sa future femme Mary Pond, et l'épousa une fois retourné aux États-Unis. Il travailla pour les laboratoires de General Electric, où il amorça ses recherches sur l'élaboration du titane. Licencié dans le contexte de la crise économique de 1907-1908, il obtint un poste de professeur de génie électrique au Rensselaer Polytechnic Institute à Troy dans l'État de New York.

## L'élaboration du titane de haute pureté
Le titane avait été découvert en 1792 par Martin Heinrich Klaproth, mais il était fortement lié à sa matrice minérale de rutile et difficile à obtenir pur :  Lars Nilson et Otto Pettersson étaient parvenus à le purifier à 95%, et Henri Moissan, grâce à un four électrique, l'avait raffiné à 98%,,. En 1910, Hunter avait obtenu un échantillon de titane pur à 99.9% par une voie appelée depuis procédé Hunter : elle consistait à chauffer du chlorure de titane avec du sodium métal dans une bombe calorimétrique étanche à l'air. En raison du caractère explosif du sodium à la moindre trace d'oxygène, et des hautes températures et pression mises en jeu, il réalisa la plupart de ses expériences sur le terrain de football du campus. Hunter estimait que, le titane ayant un point de fusion élevé, il ferait un substitut plus durable aux filaments de carbone qu'on utilisait à l'époque dans les lampes à incandescence ; il s'avéra pourtant que le point de fusion était trop bas pour une application aux ampoules d'éclairage, mais Hunter trouva d'autres application à ce métal. Le procédé Hunter étant d'un très mauvais rendement, la préparation du titane allait demeurer confinée aux laboratoires jusqu'à la découverte du procédé Kroll, permettant une élaboration en quantités industrielles à un taux de pureté de 95%, dans les années 1940. Le procédé Hunter n'est plus désormais utilisé que pour les applications où l'on recherche un degré de pureté élevé.
Hunter exerça pendant 5 ans les fonctions de directeur du Département de Génie électrique, et participa à la création du Département de Métallurgie, qu'il dirigea de 1935 à 1947 avant de devenir doyen de la Faculté en 1943. Le département de Métallurgie donna finalement naissance à un Département des Matériaux. Hunter fut reçu docteur honoris causa du Rensselaer Polytechnic Institute en 1949. En 1959, il reçut la Médaille d'or de l'American Society of Metals pour sa carrière consacrée à la recherche en  metallurgie spécicale et à la formation des ingénieurs. Le Prix Matthew Albert Hunter de génie métallurgique a été institué par le Rensselaer Polytechnic Institute en 1951.
Hunter est mort le 24 mars 1961 à Troy, et inscrit au Hall of Fame des étudiants du Rensselaer Polytechnic Institute en 2009.